# Cezary Gozdecki
Cezary Gozdecki (ur. 5 kwietnia 1967 w Bydgoszczy) – polski inżynier, dr hab. nauk leśnych, profesor uczelni Instytutu Inżynierii Materiałowej Uniwersytetu Kazimierza Wielkiego w Bydgoszczy.

## Życiorys
Studiował na Wydziale Technologii Drewna Akademii Rolniczej im. Augusta Cieszkowskiego w Poznaniu, 25 kwietnia 2003 uzyskał doktorat za pracę dotyczącą detekcji uszkodzeń spoin klejowych połączeń meblowych, 15 stycznia 2019 habilitował się na podstawie pracy zatytułowanej Właściwości sprężyste tworzyw drzewno-polimerowych do zastosowań w drzewnictwie.
Został zatrudniony na stanowisku adiunkta w  Instytucie Techniki na Wydziale Matematyki, Fizyki i Techniki Uniwersytetu Kazimierza Wielkiego.
Jest profesorem uczelni w Instytucie Inżynierii Materiałowej Uniwersytetu Kazimierza Wielkiego w Bydgoszczy